# Iwan Malcew
Iwan Aleksandrowicz Malcew (ros. Иван Александрович Мальцев, ur. 1898 w miejscowości Bilimbaj w guberni permskiej, zm. 24 sierpnia 1940 w Kotłasie) – radziecki funkcjonariusz służb specjalnych, major bezpieczeństwa państwowego.

## Życiorys
Do 1911 skończył dwuklasową szkołę, pracował m.in. jako odlewnik w hucie żelaza.
Od maja do września 1917 służył w rosyjskiej armii, a od października 1917 do lutego 1918 w Czerwonej Gwardii. Od października 1917 należał do SDPRR(b), od lutego 1918 do sierpnia 1921 służył w Armii Czerwonej, od sierpnia 1921 do września 1923 był pełnomocnikiem jekaterynburskiej gubernialnej Czeki/GPU na powiaty szadryński i tagilski, następnie do 1 października 1925 szefem okręgowego oddziału GPU w Wierchoturiu/Niżnym Tagile. Od 1 października 1925 do 1 kwietnia 1928 był szefem okręgowego oddziału GPU w Czelabińsku, od 1 kwietnia do 14 grudnia 1928 szefem okręgowego oddziału GPU w Permie, od 19 stycznia do listopada 1930 szefem okręgowego oddziału/sektora operacyjnego GPU w Tomsku, a od 30 listopada 1930 do 7 lipca 1931 p.o. szefa i szef Zarządu Administracyjno-Organizacyjnego Pełnomocnego Przedstawicielstwa OGPU na Uralu. Od 7 lipca 1931 do 20 lutego 1934 był szefem orenburskiego sektora operacyjnego GPU, od 20 lutego 1934 do 17 kwietnia 1934 pomocnikiem PP OGPU/szefa Zarządu NKWD Kraju Środkowo-Wołżańskiego, a od kwietnia do grudnia 1935 zastępcą szefa Zarządu NKWD Kirgiskiej ASRR, 25 grudnia 1935 otrzymał stopień majora bezpieczeństwa państwowego. Od 14 stycznia 1936 do 22 lutego 1937 był szefem Zarządu NKWD Adygejskiego Obwodu Autonomicznego i jednocześnie szefem Wydziału Specjalnego NKWD 9 Korpusu Piechoty oraz szefem Miejskiego Oddziału NKWD w Krasnodarze, od 31 marca do 15 sierpnia 1937 był pomocnikiem szefa Zarządu NKWD obwodu zachodniosyberyjskiego, od października 1937 do czerwca 1938 zastępcą szefa, a od 11 czerwca 1938 do 28 stycznia 1939 szefem Zarządu NKWD obwodu nowosybirskiego. Był deputowanym do Rady Najwyższej RFSRR 1 kadencji.
W styczniu 1939 został aresztowany, a 14 maja 1940 skazany przez Wojskowe Kolegium Sądu Najwyższego NKWD na 8 lat łagru. Zmarł w łagrze w Kotłasie.

## Odznaczenia
- Order Czerwonej Gwiazdy (19 grudnia 1937)
- Odznaka „Honorowy Funkcjonariusz Czeki/GPU (XV)” (20 grudnia 1932)
- Medal jubileuszowy „XX lat Robotniczo-Chłopskiej Armii Czerwonej” (22 lutego 1938)